# Iponema australe
Iponema australe är en rundmaskart som beskrevs av Yeates och Spiridonov 1996. Iponema australe ingår i släktet Iponema och familjen Drilonematidae. Inga underarter finns listade i Catalogue of Life.